# 小枧镇
小枧镇，原为小枧沟镇，是中华人民共和国四川省绵阳市游仙区下辖的一个乡镇级行政单位。2019年12月，撤销小枧沟镇和建华乡，设立小枧镇，以原小枧沟镇和原建华乡所属行政区域为小枧镇的行政区域，小枧镇人民政府驻利民街13号。

## 行政区划
小枧镇下辖以下地区：
新华社区、紫阳社区、利民村、登仙村、玉龙村、河沟村、顺河村、紫阳村、一心村、洪发村、八龙村、五星村、大河村和三星村。